# Aleksandr Pieczerski
Aleksandr Aronowicz Pieczerski (ros. Александр Аронович Печерский; ur. 9 lutego?/22 lutego 1909 w Krzemieńczuku, zm. 19 stycznia 1990 w Rostowie nad Donem) – oficer Armii Czerwonej z poboru, współorganizator powstania i masowej ucieczki z obozu zagłady w Sobiborze w 1943.

## Życiorys

### Do wybuchu wojny
Urodził się w Krzemieńczuku (wówczas Imperium Rosyjskie) w rodzinie żydowskiej. Jego ojciec był adwokatem. W 1915, wraz z rodzicami, został ewakuowany do Rostowa nad Donem. Tam mieszkał i pracował, początkowo jako elektryk w zakładach naprawczych parowozów, a po ukończeniu studiów jako kierownik domu kultury.

### Początek wojny
22 czerwca 1941, w pierwszym dniu napaści Niemiec hitlerowskich na ZSRR, został jako podporucznik rezerwy powołany do wojska. Jesienią 1941, za wyniesienie z okrążenia rannego dowódcy, otrzymał awans do stopnia porucznika. Również jesienią 1941 trafił ranny w kotle pod Wiaźmą (operacja „Tajfun”) do niemieckiej niewoli. Wiosną 1942 podjął wraz z kilkoma jeńcami nieudaną próbę ucieczki. Został za to przeniesiony do obozu koncentracyjnego pod Mińskiem, gdzie podczas obdukcji lekarskiej wykryto, że jest Żydem. Latem 1943 wraz z grupą innych radzieckich jeńców żydowskich został wysłany do obozu zagłady w Sobiborze, gdzie przybył 23 września 1943.

### Bunt w Sobiborze
14 października 1943 więźniowie obozu w Sobiborze wzniecili udany bunt zakończony zabiciem co najmniej 20 strażników i ucieczką kilkuset osadzonych. Plan masowej ucieczki (chociaż nie sam jej pomysł), oparty na zdobyciu broni i likwidacji załogi SS, był autorstwa Pieczerskiego. On nią również dowodził i prawdopodobnie tylko dzięki jego oficerskiemu przeszkoleniu i doświadczeniu bojowemu zakończyła się ona sukcesem. 

### Po buncie
W wyniku ucieczki Pieczerski wraz z kilkoma innymi uzbrojonymi towarzyszami (zbiegłymi, jak on, jeńcami) znalazł się w lasach sobiborskich. Odłączył się od pozostałych i zaczął przedzierać się w kierunku frontu. Kilka dni później (22 października) dołączyli do oddziału partyzanckiego na Białorusi. Po jej zajęciu przez Armię Czerwoną, dzieląc los wielu innych żołnierzy, którzy wrócili z niewoli niemieckiej, wysłany został do karnego batalionu jako podejrzewany o „zdradę ojczyzny”. Walcząc w jego szeregach, dosłużył się stopnia kapitana i został ponownie ranny. W czasie rekonwalescencji w szpitalu pod Moskwą poznał swoją przyszłą żonę, Olgę Kotową. 
W 1943 Pieczerski zdał relację ze swoich przeżyć w Sobiborze Pawłowi Antokolskiemu i Wieniaminowi Kawierinowi, którzy na tej podstawie opublikowali w 1945 szkic pt. Wosstanije w Sobiborie – pierwszą pracę poświęconą buntowi. W 1946 została ona opublikowana w Stanach Zjednoczonych w „Czarnej księdze” Ilji Erenburga i Wasilija Grossmana, jednym z pierwszych świadectw o zagładzie Żydów.

### Po wojnie

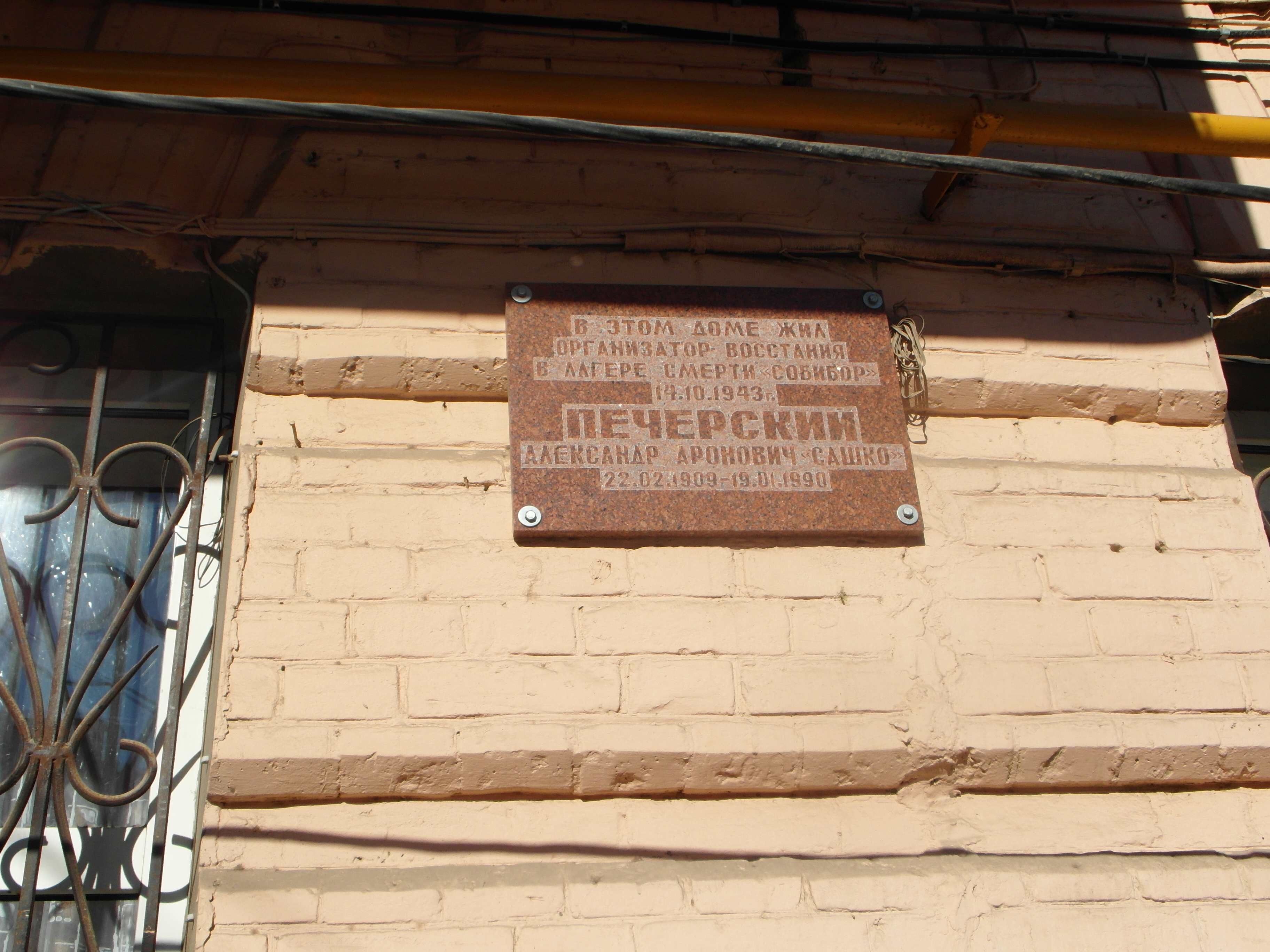
Tablica pamiątkowa na ścianie domu, w którym mieszkał Aleksandr Pieczerski w Rostowie nad Donem

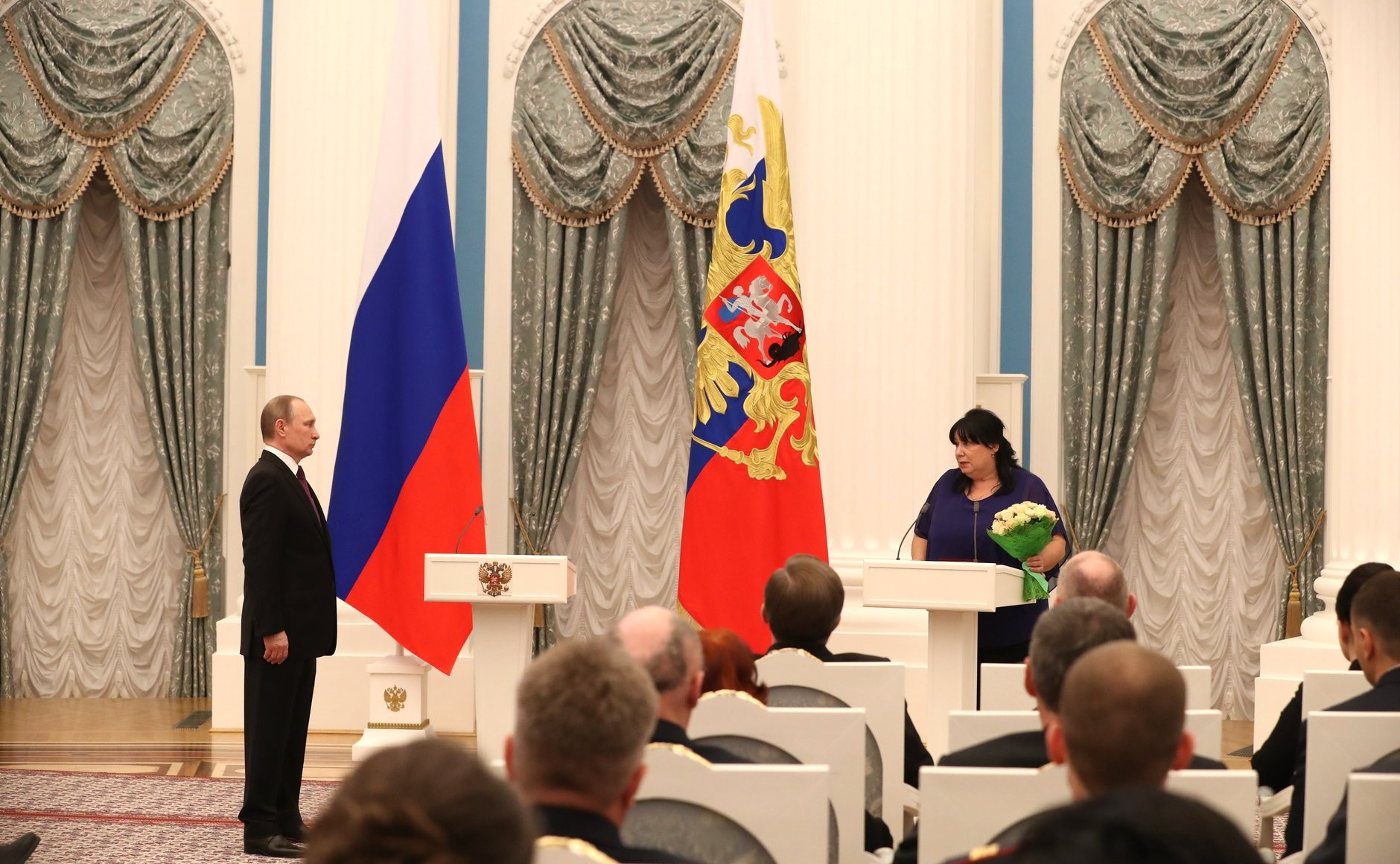
Prezydent Władimir Putin podczas uroczystości pośmiertnego wręczenia Orderu Męstwa Aleksandrowi Pieczerskiemu na ręce jego wnuczki

Po zakończeniu wojny Aleksandr Pieczerski powrócił do Rostowa nad Donem. Pracował jako administrator w Teatrze Muzycznym. W 1948 podczas antysemickiej kampanii tak zwanej walki z kosmopolityzmem stracił pracę i przez kolejne pięć lat, nie mogąc znaleźć żadnego zajęcia, przebywał na utrzymaniu żony. Dopiero w 1955 (po śmierci Stalina) udało mu się uzyskać posadę w fabryce maszyn rolniczych Rostsielmasz. Sam Pieczerski twierdził po latach, że po wojnie został wtrącony do więzienia, skąd wypuszczono go na skutek licznych zapytań o jego los płynących z zagranicy. W 1963 Pieczerski wystąpił jako świadek w procesie jedenastu ukraińskich strażników z Sobiboru (wszyscy otrzymali wyroki śmierci). Zmarł w wieku 81 lat w Rostowie nad Donem, gdzie został pochowany na cmentarzu Północnym.
Do końca życia pozostał nieznanym bohaterem. O jego sobiborskim wyczynie mało kto wiedział i zdawał sobie sprawę z jego znaczenia. Zbrodnia w Sobiborze była jednym z wątków procesu zbrodniarzy hitlerowskich w Norymberdze, a sam Pieczerski został powołany na świadka, jednak nie uzyskał zgody władz ZSRR na wyjazd. Podobnie było też w przypadku amerykańskiej premiery filmu „Ucieczka z Sobiboru” w 1987 roku.

## Pamięć
Za udział w powstaniu w Sobiborze Pieczerski nigdy nie otrzymał żadnej nagrody w ZSRR ani Rosji. Dopiero w 2007 roku na ścianie domu, w którym mieszkał w Rostowie nad Donem, odsłonięto poświęconą mu tablicę pamiątkową. Jego imieniem nazwano ulicę w mieście Safed w Izraelu i stelę w Bostonie. W filmie z 1987 roku Ucieczka z Sobiboru jego postać grał Rutger Hauer (film i aktor otrzymali Złote Globy). Natomiast w 2018 r. powstała rosyjska produkcja na temat powstania w obozie, Sobibór, gdzie w rolę Pieczerskiego wcielił się sam reżyser Konstantin Chabienski.

Nie było najmniejszej wątpliwości – dla mnie i reszty ocalałych Sasza był bohaterem. Wszyscy zgadzali się, że gdyby nie było z nami Saszy, żaden Żyd nie przeżyłby Sobiboru.

30 maja 2014 roku w Rostowie nad Donem ambasador RP w Rosji Wojciech Zajączkowski przekazał na ręce Eleonory Griniewicz, córki Aleksandra Pieczerskiego, przyznany mu pośmiertnie Krzyż Kawalerski Orderu Zasługi RP.
10 marca 2016 roku prezydent Władimir Putin odznaczył pośmiertnie Aleksandra Pieczerskiego Orderem Męstwa. Odznaczenie podczas uroczystości na Kremlu przyjęła wnuczka Pieczerskiego, Natalia Władyczenko.

## Odznaczenia
- Order Męstwa – 2016, pośmiertnie[5]
- Medal Za Zasługi Bojowe – 1951
- Medal „Za zwycięstwo nad Niemcami w Wielkiej Wojnie Ojczyźnianej 1941–1945”
- Krzyż Kawalerski Orderu Zasługi RP – 2013, pośmiertnie[4]